# Les Instables
Pour plus de détails, voir Fiche technique et Distribution.
Les Instables (en finnois : Levottomat) est un film finlandais réalisé par Aku Louhimies, sorti en 2000.

## Synopsis
Ari est un coureur de jupons, qui ne passe jamais deux nuits avec la même femme. Il rencontre cependant Tiina qui tombe amoureuse de lui. Elle le fait rentrer dans son cercle d'amis. Il couche alors avec deux des amies de Tiina : Ilona, sur le point de se marier, et Hanna-Riikka, prêtre devant célébrer le mariage de cette dernière. Tout cela est source de complications, et cependant, Tiina s'installe chez Ari, tombe enceinte et veut le forcer à se marier, ce que celui-ci refuse...

## Fiche technique
- Titre : Levottomat
- Titres en autres langues : en anglais : Restless, en français Les Instables
- Réalisation : Aku Louhimies
- Scénario : Aku Louhimies, Aleksi Bardy, d'après L'Étranger d'Albert Camus
- Production : Markus Selin
- Société de production : Nelonen - Solar Films Inc.
- Pays de production :  Finlande
- Genre : drame érotique
- Durée : 111 min
- Date de sortie : Finlande : 2000
- Langue : finnois

## Distribution
- Mikko Nousiainen dans le rôle de Ari
- Laura Malmivaara dans le rôle de Tiina
- Petteri Summanen dans le rôle de  Stig
- Matleena Kuusniemi dans le rôle de Ilona
- Valtteri Roiha dans le rôle de Riku
- Irina Björklund dans le rôle de Hanna-Riikka